# 圣若昂-杜卡鲁
圣若昂-杜卡鲁是巴西马拉尼昂州的一个市镇。总面积24.5平方公里，总人口11153人，人口密度455.2人/平方公里。